# Tour de Francia 1976
El 63.º Tour de Francia se disputó entre el 24 de junio y el 18 de julio de 1976 con un recorrido de 4017 km. dividido en un prólogo y 22 etapas, de las que la quinta y la vigésima segunda estuvieron divididas en dos sectores y la decimoctava constó de tres sectores. Participaron 13 equipos de 10 corredores, de los que solo uno logró finalizar la prueba con todos sus integrantes. El vencedor cubrió la prueba a una velocidad media de 34,518 km/h.

## Equipos participantes
| N.    | Cod. | Equipo                 |
| ----- | ---- | ---------------------- |
| 1-10  | PEU  | Peugeot-Esso-Michelin  |
| 11-20 | GIT  | Gitane-Campagnolo      |
| 21-30 | GAN  | Gan-Mercier-Hutchinson |
| 31-40 | KAS  | KAS-Campagnolo         |
| 41-50 | SER  | Super Ser              |
| 51-60 | RAL  | TI-Raleigh             |
| 61-70 | JOB  | Jobo-Wolber-La France  |

| N.      | Cod. | Equipo                   |
| ------- | ---- | ------------------------ |
| 71-80   | VEL  | Velda-Flandria           |
| 81-90   | MIK  | Miko-De Gribaldy-Superia |
| 91-100  | JOL  | Jollj Ceramica           |
| 101-110 | LEJ  | Lejeune-BP               |
| 111-120 | BRO  | Brooklyn                 |
| 121-130 | SCI  | Scic-Fiat                |

## Etapas
| Etapa    | Fecha  | Recorrido                                     | Distancia (km) | Ganador            | Líder           |
| -------- | ------ | --------------------------------------------- | -------------- | ------------------ | --------------- |
| Prólogo  | 24 jun | Saint-Jean-de-Monts                           | 8 (CR)         | Freddy Maertens    | Freddy Maertens |
| 1.ª      | 25 jun | Saint-Jean-de-Monts-Angers                    | 173            | Freddy Maertens    | Freddy Maertens |
| 2.ª      | 26 jun | Angers-Caen                                   | 236.5          | Giovanni Battaglin | Freddy Maertens |
| 3.ª      | 27 jun | Le Touquet-Paris-Plage-Le Touquet-Paris-Plage | 37 (CR)        | Freddy Maertens    | Freddy Maertens |
| 4.ª      | 28 jun | Le Touquet- Bornem                            | 258            | Hennie Kuiper      | Freddy Maertens |
| 5.ª (1)  | 29 jun | Lovaina - Lovaina                             | 4.3 (CRE)      | Ti-Raleigh         | Freddy Maertens |
| 5.ª (2)  | 29 jun | Lovaina- Verviers                             | 144            | Miguel María Lasa  | Freddy Maertens |
| 6.ª      | 30 jun | Bastoña-Nancy                                 | 209            | Aldo Parecchini    | Freddy Maertens |
| 7.ª      | 1 jul  | Nancy-Mulhouse                                | 205.5          | Freddy Maertens    | Freddy Maertens |
| 8.ª      | 3 jul  | Valentigney-Divonne-les-Bains                 | 220.5          | Jacques Esclassan  | Freddy Maertens |
| 9.ª      | 4 jul  | Divonne-les-Bains-Alpe d'Huez                 | 258            | Joop Zoetemelk     | Lucien Van Impe |
| 10.ª     | 5 jul  | Le Bourg-d'Oisans-Montgenèvre                 | 166            | Joop Zoetemelk     | Lucien Van Impe |
| 11.ª     | 6 jul  | Montgenèvre-Manosque                          | 224            | José Luis Viejo    | Lucien Van Impe |
| 12.ª     | 8 jul  | Port-Barcarès-Pyrénées 2000                   | 205.5          | Raymond Delisle    | Raymond Delisle |
| 13.ª     | 9 jul  | Font-Romeu-Saint-Gaudens                      | 188            | Willy Teirlinck    | Raymond Delisle |
| 14.ª     | 10 jul | Saint-Gaudens-Saint-Lary-Soulan               | 139            | Lucien Van Impe    | Lucien Van Impe |
| 15.ª     | 11 jul | Saint-Lary-Soulan-Pau                         | 195            | Wladimiro Panizza  | Lucien Van Impe |
| 16.ª     | 12 jul | Pau-Fleurance                                 | 152            | Michel Pollentier  | Lucien Van Impe |
| 17.ª     | 13 jul | Fleurance-Auch                                | 39 (CR)        | Ferdinand Bracke   | Lucien Van Impe |
| 18.ª (1) | 14 jul | Auch-Langon                                   | 86             | Freddy Maertens    | Lucien Van Impe |
| 18.ª (2) | 14 jul | Langon-Lacanau-Océan                          | 123            | Freddy Maertens    | Lucien Van Impe |
| 18.ª (3) | 14 jul | Lacanau-Océan-Burdeos                         | 70.5           | Gerben Karstens    | Lucien Van Impe |
| 19.ª     | 15 jul | Sainte-Foy-la-Grande-Tulle                    | 219.5          | Hubert Mathis      | Lucien Van Impe |
| 20.ª     | 16 jul | Tulle-Puy de Dôme                             | 220            | Joop Zoetemelk     | Lucien Van Impe |
| 21.ª     | 17 jul | Montargis-Versalles                           | 145.5          | Freddy Maertens    | Lucien Van Impe |
| 22.ª (1) | 18 jul | París-París                                   | 6 (CR)         | Freddy Maertens    | Lucien Van Impe |
| 22.ª (2) | 18 jul | París-París                                   | 91             | Gerben Karstens    | Lucien Van Impe |

CR = Contrarreloj individual
CRE = Contrarreloj por equipos

## Clasificaciones finales

### Clasificación general

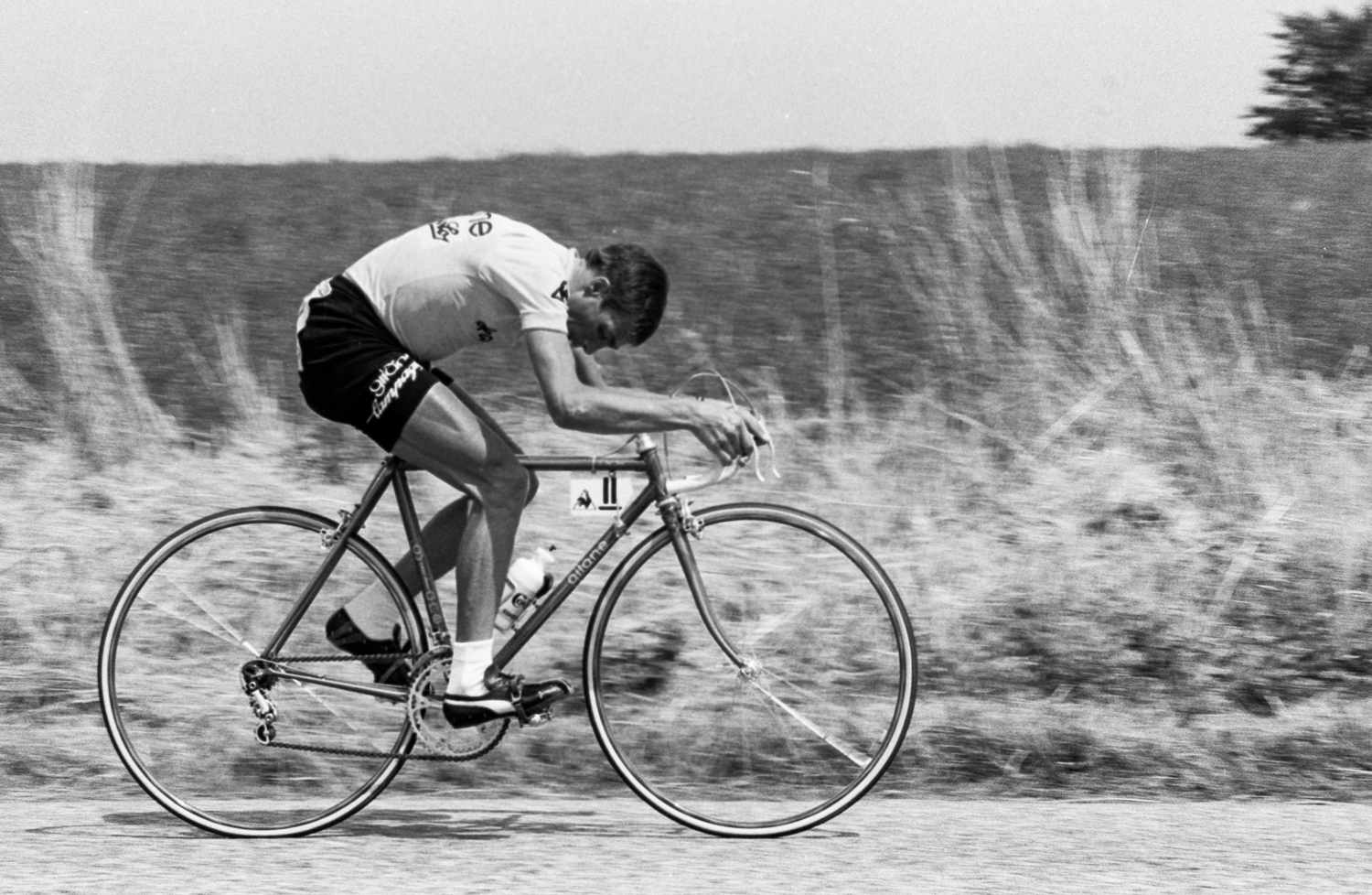
Lucien Van Impe durante el Tour de Francia 1976

| Clasificación general |                      |                        |                   |
| Ciclista              | Ciclista             | Equipo                 | Tiempo            |
| --------------------- | -------------------- | ---------------------- | ----------------- |
| 1.º                   | Lucien Van Impe      | Gitane-Campagnolo      | 116 h 22 min 23 s |
| 2.º                   | Joop Zoetemelk       | Gan-Mercier-Hutchinson | + 4 min 14 s      |
| 3.º                   | Raymond Poulidor     | Gan-Mercier-Hutchinson | + 12 min 08 s     |
| 4.º                   | Raymond Delisle      | Peugeot-Esso-Michelin  | + 12 min 17 s     |
| 5.º                   | Walter Riccomi       | Scic-Fiat              | + 12 min 39 s     |
| 6.º                   | Francisco Galdós     | Kas-Campagnolo         | + 14 min 50 s     |
| 7.º                   | Michel Pollentier    | Flandria-Velda         | + 14 min 59 s     |
| 8.º                   | Freddy Maertens      | Flandria-Velda         | + 16 min 09 s     |
| 9.º                   | Fausto Bertoglio     | Jollj Ceramica         | + 16 min 36 s     |
| 10.º                  | Vicente López Carril | Kas-Campagnolo         | + 19 min 28 s     |

### Clasificación por puntos
| Clasificación por puntos |                   |                        |        |
| Ciclista                 | Ciclista          | Equipo                 | Puntos |
| ------------------------ | ----------------- | ---------------------- | ------ |
| 1.º                      | Freddy Maertens   | Flandria-Velda         | 293    |
| 2.º                      | Pierino Gavazzi   | Jollj Ceramica         | 140    |
| 3.º                      | Jacques Esclassan | Peugeot-Esso-Michelin  | 128    |
| 4.º                      | Enrico Paolini    | Scic-Fiat              | 122    |
| 5.º                      | Gerben Karstens   | TI-Raleigh-Campagnolo  | 108    |
| 6.º                      | Michel Pollentier | Flandria-Velda         | 90     |
| 7.º                      | Régis Delépine    | Gan-Mercier-Hutchinson | 79     |
| 8.º                      | Joop Zoetemelk    | Gan-Mercier-Hutchinson | 78     |
| 9.º                      | Wladimiro Panizza | Scic-Fiat              | 73     |
| 10.º                     | Raymond Poulidor  | Gan-Mercier-Hutchinson | 72     |

### Clasificación de la montaña

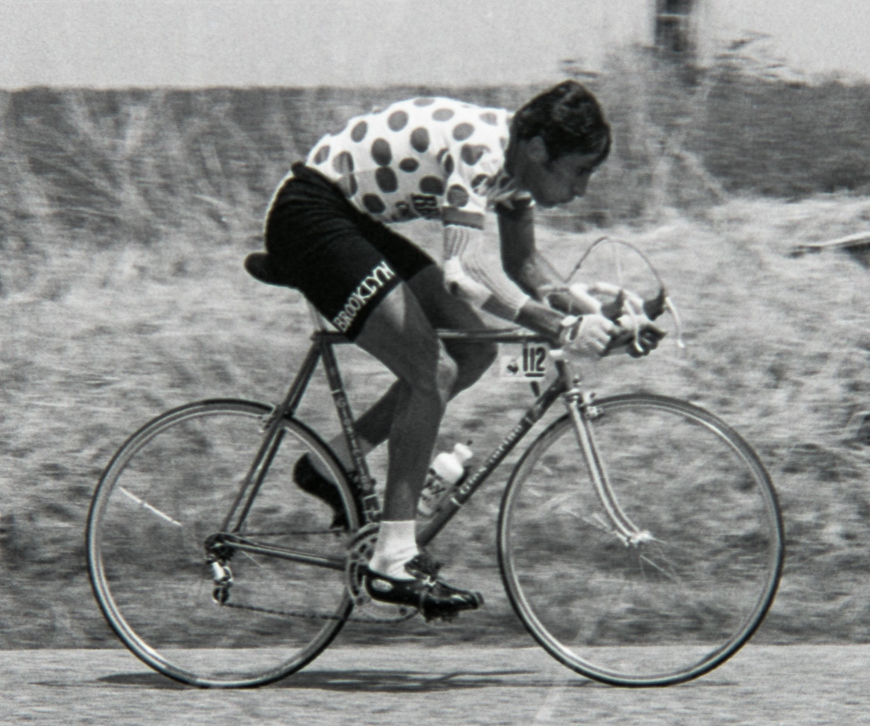
Giancarlo Bellini con el maillot de la clasificación de la montaña donde resultaría vencedor

| Clasificación de la montaña |                   |                        |        |
| Ciclista                    | Ciclista          | Equipo                 | Puntos |
| --------------------------- | ----------------- | ---------------------- | ------ |
| 1.º                         | Giancarlo Bellini | Brooklyn               | 170    |
| 2.º                         | Lucien Van Impe   | Gitane-Campagnolo      | 169    |
| 3.º                         | Joop Zoetemelk    | Gan-Mercier-Hutchinson | 119    |
| 4.º                         | Francisco Galdós  | KAS-Campagnolo         | 85     |
| 5.º                         | Raymond Poulidor  | Gan-Mercier-Hutchinson | 81     |
| 6.º                         | Pedro Torres      | Super Ser              | 65     |
| 7.º                         | Raymond Delisle   | Peugeot-Esso-Michelin  | 63     |
| 8.º                         | Antonio Menendez  | KAS-Campagnolo         | 59     |
| 9.º                         | Luciano Conati    | Scic-Fiat              | 56     |
| 10.º                        | Walter Riccomi    | Scic-Fiat              | 49     |

### Clasificación de los jóvenes
| Clasificación de los jóvenes |                          |                          |                   |
| Ciclista                     | Ciclista                 | Equipo                   | Tiempo            |
| ---------------------------- | ------------------------ | ------------------------ | ----------------- |
| 1.º                          | Enrique Martínez Heredia | KAS-Campagnolo           | 117 h 07 min 13 s |
| 2.º                          | Alain Meslet             | Gitane-Campagnolo        | + 1 min 30 s      |
| 3.º                          | Bert Pronk               | TI-Raleigh-Campagnolo    | + 3 min 49 s      |
| 4.º                          | Christian Seznec         | Gan-Mercier-Hutchinson   | + 9 min 02 s      |
| 5.º                          | Hubert Mathis            | Miko-de Gribaldy-Superia | + 15 min 13 s     |
| 6.º                          | Michel Le Denmat         | Lejeune-BP               | + 44 min 55 s     |
| 7.º                          | Ivan Schmid              | Flandria-Velda           | + 56 min 02 s     |
| 8.º                          | Hubert Arbes             | Gitane-Campagnolo        | + 1 h 02 min 18 s |
| 9.º                          | André Chalmel            | Gitane-Campagnolo        | + 1 h 23 min 59 s |
| 10.º                         | Paul Wellens             | Miko-de Gribaldy-Superia | + 1 h 29 min 21 s |

### Clasificación de los sprints
| Clasificación de los sprints |                     |                        |        |
| Ciclista                     | Ciclista            | Equipo                 | Puntos |
| ---------------------------- | ------------------- | ---------------------- | ------ |
| 1.º                          | Robert Mintkiewicz  | Gitane-Campagnolo      | 54     |
| 2.º                          | Freddy Maertens     | Flandria-Velda         | 37     |
| 3.º                          | Marcello Osler      | Brooklyn               | 24     |
| 4.º                          | Pedro Torres Cruces | Super Ser              | 14     |
| 5.º                          | Willy Teirlinck     | Gitane-Campagnolo      | 13     |
| 6.º                          | Pierino Gavazzi     | Jollj Ceramica         | 12     |
| 7.º                          | Régis Delépine      | Gan-Mercier-Hutchinson | 11     |
| 8.º                          | Éric Lalouette      | Lejeune-BP             | 10     |
| 9.º                          | Michel Pollentier   | Flandria-Velda         | 9      |
| 10.º                         | Jacques Esclassan   | Peugeot-Esso-Michelin  | 9      |

### Clasificación por equipos por tiempos
| Clasificación por equipos |                              |                   |
| Equipo                    | Equipo                       | Tiempo            |
| ------------------------- | ---------------------------- | ----------------- |
| 1.º                       | KAS-Campagnolo               | 350 h 05 min 39 s |
| 2.º                       | Gan-Mercier-Hutchinson       | + 9 min 20 s      |
| 3.º                       | Scic-Fiat                    | + 28 min 02 s     |
| 4.º                       | Peugeot-Esso-Michelin        | + 30 min 49 s     |
| 5.º                       | Gitane-Campagnolo            | + 40 min 03 s     |
| 6.º                       | Super Ser                    | + 43 min 05 s     |
| 7.º                       | Jollj Ceramica               | + 1 h 01 min 55 s |
| 8.º                       | Flandria-Velda               | + 1 h 18 min 43 s |
| 9.º                       | Lejeune-BP                   | + 1 h 37 min 53 s |
| 10.º                      | Jobo-Spidel-Wolber-La France | + 1 h 43 min 45 s |

### Clasificación por equipos por puntos
| Clasificación por equipos por puntos |                        |        |
| Equipo                               | Equipo                 | Puntos |
| ------------------------------------ | ---------------------- | ------ |
| 1.º                                  | Gan-Mercier-Hutchinson | 886    |
| 2.º                                  | Scic-Fiat              | 1331   |
| 3.º                                  | Peugeot-Esso-Michelin  | 1472   |
| 4.º                                  | Flandria-Velda         | 1605   |
| 5.º                                  | KAS-Campagnolo         | 1721   |
| 6.º                                  | Jollj Ceramica         | 1724   |
| 7.º                                  | Gitane-Campagnolo      | 1728   |
| 8.º                                  | Brooklyn               | 1816   |
| 9.º                                  | Lejeune-BP             | 1992   |
| 10.º                                 | TI-Raleigh-Campagnolo  | 2023   |